# Nicolas Fizes
Nicolas Fizes est un professeur de mathématiques et d'hydrographie, né le 27 octobre 1648 et mort en 1718, auteur d'Éléments d'astronomie. On lui attribue aussi avec une très bonne certitude le livret d'une œuvre en occitan, L'Opéra de Frontignan ainsi que des poésies.

## Biographie

### Naissance et études

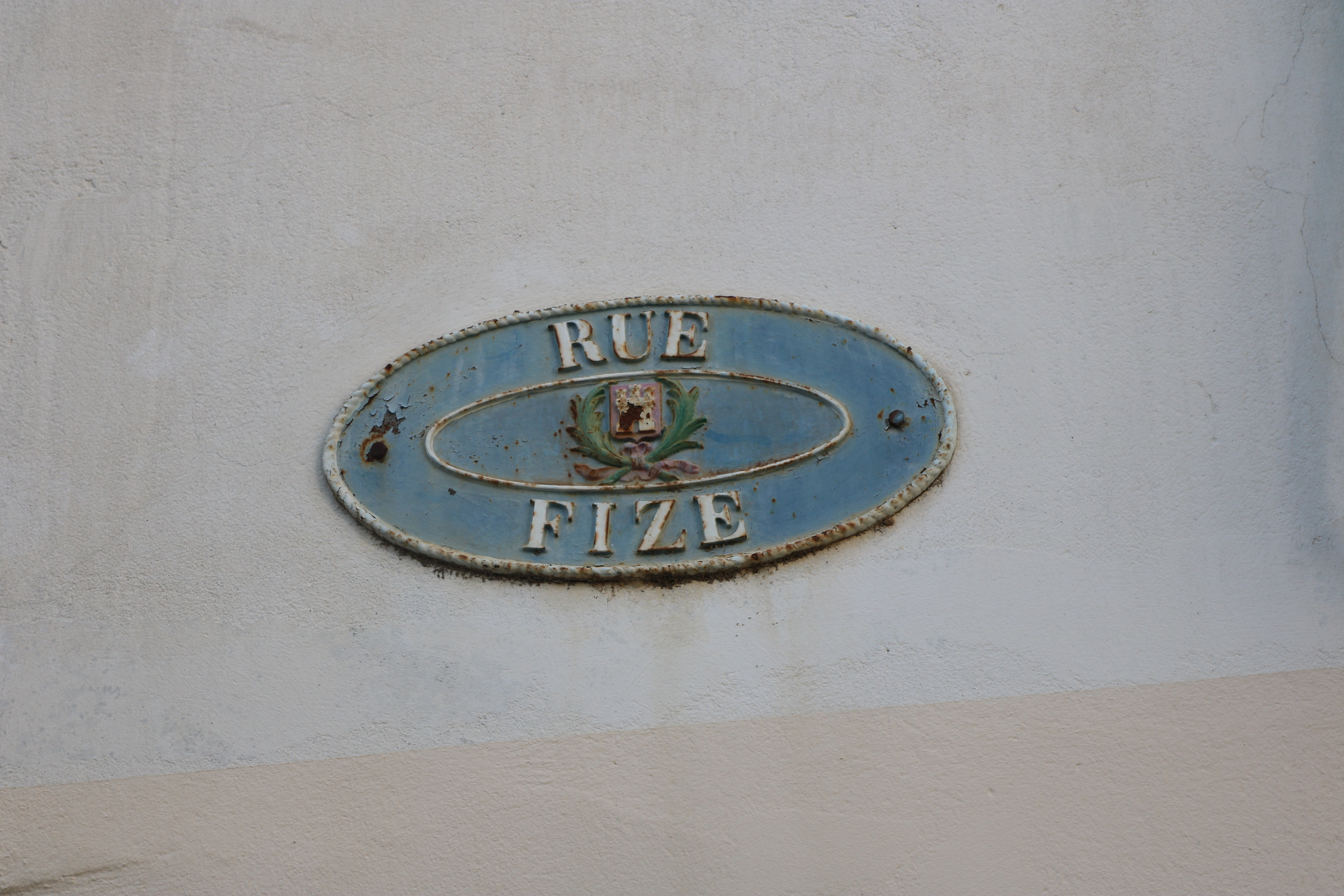
Plaque de la rue Fizes

Nicolas Fizes naquit à Frontignan le 27 octobre 1648 ; son père était menuisier de marine. Il fit des études chez les jésuites et devint ingénieur aux armées et docteur en droit. Il occupa la première chaire de professeur de mathématiques et d'hydrographie de Montpellier.
Nicolas Fizes s'est marié avec Judith Fabre en l'église Sainte-Anne à Montpellier le 18 mai 1688. Il était le père du médecin Antoine Fizes (1689–1765), qui, durant sa dernière maladie, fut son suppléant à la chaire de mathématiques. Son autre fils Pierre Fizes a été officier du Régiment de Normandie et s'est marié en 1729 à Clermont-l'Hérault avec Madeleine Galtier.

### Une chaire d'hydrographie en faculté de droit
À cette époque, sous l'impulsion de Colbert, la France cherchait à améliorer l'enseignement de la navigation et de l'hydrographie. Des écoles furent créées et on exigea même des marins la réussite à des examens.

### École d'hydrographie de Frontignan
Il dirigea à partir de 1689 une école d'hydrographie à Frontignan. Il enseigna alors dans la salle de la mairie, à quelques jeunes marins, des notions de mathématiques et d'astrologie. Mais cette école était jusqu'alors gratuite, et Fizes réclama un salaire de 150 livres par an, ce qui entraîna un conflit avec les consuls de Frontignan. L'école n'aura vécu que 7 ans, et ferma ses portes en 1696.

### L'Opéra de Frontignan
Le livret de L'Opéra de Frontignan est « inspiré à la fois de l'Aminta, du grand poète italien Torquato Tasso, et du Pastor Fido, de l'Italien Guarini ». L'opéra aurait été représenté la première fois aux célébrations de la paix de Nimègue en 1678 (Gaudin, II, p. 223). Il fut populaire au point que, quand Jean-Joseph Cassanéa de Mondonville créa son Dafnís e Alcimadura, il fut accusé d'avoir plagié Fizes ; il est vrai que les deux œuvres empruntent sans vergogne les vieux airs à la mode.
Le livret conserve pour la postérité la langue de l'époque : l'Opéra est écrit « en vrai frontinhanenc », comme il le fut déclaré à l'époque même, et les autres pièces en dialecte montpelliérain de ce temps-là.

## Publications

### Littérature

#### Texte del'Opéra
- Manuscrit chez Occitanica
- Léon Gaudin, « L'Opéra de Frontignan », Revue des langues romanes, t. II,‎ 1871, p. 223–281 (lire en ligne, consulté le 17 juillet 2021)
- Léon Gaudin (éd.), L'Opéra de Frountignan : obra galoya, accoumpagnada de decouratieous de theatre et de symphonias escarabilladas — 1679, 1873 — « Publié d'après un ancien manuscrit inédit[10] ». — Comprend une introduction, un avis au lecteur d'Estieyne Marret et une description de l'argument (BNF 30439290).
- (oc) de Mondonville, Nicolas Fizes et Joan Larzac (édition critique, postface) (préf. Jòrdi Frêche), Dafnís e Alcimadura : seguit de L'Operà de Frontinhan, Montpellier, Institut d'Estudis Occitans, coll. « A tots », 1981, 194 p. (BNF 34686564)

#### Poésies occitanes
- (La page de titre manque) — Poésies. Manuscrit.
- Léon Gaudin (éd.), « Poésies patoises de Nicolas Fizes », dans Revue des langues romanes, t. III, 1872, p. 89–112 et 220–249

### Science
- Traité d'arithmétique, Montpellier, 1688 — Mentionné par Alexandre Germain, p. 159, n. 3 et par Cablat et al.
- Éléments d'astronomie, où sont expliqués les cercles de la sphère, les noms et les mouvemens des astres; avec les principes de la géographie, de la navigation, du calendrier, et des cadrans, Montpellier, chez l'auteur, 1689 (BNF 30439289)« On lui a reproché de n'avoir pas admis explicitement le mouvement de la terre sur son axe ; mais il faut dire à sa décharge que l'objection qu'il développe contre ce mouvement est fondée sur la sphéricité de la surface des mers, laquelle était admise de son temps ; or, cette sphéricité, si elle était rigoureusement exacte, serait en effet contradictoire à la rotation du globe[3]. » — Édouard Roche

#### Traduction
- Antoine Fizes, Opera medica de tumoribus, suppuratione, cataracta… His accessit De hominis generatione exercitatio, digesta, concinnata, Montpellier, 1742 — « Latinitate donata a N. Fizes ».

## Pour approfondir